# Cimetière de l'Est (Rennes)
Pour les articles homonymes, voir cimetière de Rennes et cimetière de l'Est.
Le cimetière de l’Est est un cimetière datant de 1881 situé à l’est de Rennes dans le quartier Francisco-Ferrer - Vern - Poterie.
Quelques notables locaux y sont enterrés, dont des maires rennais, (Eugène Quessot, Henri Fréville), ainsi que la cantatrice Yvonne Dubel.

## Personnalités inhumées au Cimetière Est

### Personnalités politiques
- Georges Graff (1913-1996), adjoint au maire de Rennes.
- Henri Fréville (1905-1987), professeur d'histoire, résistant, homme politique et écrivain français. Député puis sénateur d'Ille-et-Vilaine, maire de Rennes de 1953 à 1977.
- François Château (1886-1965), maire de Rennes.
- Jean Janvier (1859-1923), maire de Rennes.

### Personnalités artistiques
- Daniel Rivoallan (1955-2014), peintre.
- Annaîg Renault (1946-2012), poète.
- Gréta Vaillant (1942-2000), actrice.
- Noël Blayau (1925-1971), historien.
- Guy Parigot (1922-2007), homme de théâtre.
- Albert Thomas dît Mathos (1921-2001), poète.
- Madeleine Hélias (1914-2005), écrivaine.
- Raymond Cornon (1908-1982), architecte.
- Odette Serveur dite Cousine Odette (1906-2004), actrice et speakerine.
- Edouard Mahé (1905-1992), peintre.
- Raphaël Binet (1880-1961), photographe.
- Camille Godet (1879-1966), peintre.
- Gaston Perducet (1871-1946), compositeur.
- Jean Boucher (1870-1939), sculpteur.
- Pierre Gourdel (1824-1892), sculpteur.

### Personnalités civiles
- Jacques Briard (1933-2002), préhistorien et archéologue.
- Famille Oberthür - Cartier-Bresson

### Personnalités paramilitaires
- Raymonde Tillon-Nédelec (1915-2016), résistante et femme politique[3].
- Charles Tillon (1897-1993), homme politique, résistant, commandant des Francs-Tireurs et Partisans.
- Edmond Lailler (1889-1945), résistant mort en déportation.
- Oscar Leroux (1878-1948), résistant.

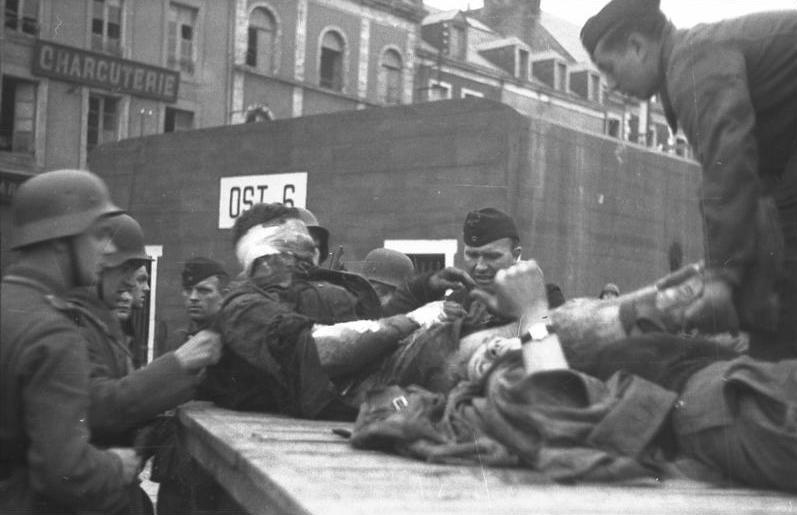
Pte. Tom McCormack, enterré au cimetière de l’Est.

## Carré militaire britannique
À la limite est du cimetière, 252 sépultures concernent des soldats britanniques et du Commonwealth morts pendant la seconde Guerre mondiale, 200 sont morts pendant le bombardement du 17 juin 1940, de la Plaine de Baud, gare de triage de Rennes, 9 sont des soldats morts en captivité à Rennes, 2 sont des marins, et 44 sont des aviateurs dont 2 australiens. Le souvenir y est entretenu par la Commonwealth War Graves Commission.